# Chasiempis sclateri
El monarca de Kauai o elepaio de Kauai (Chasiempis sclateri) es una especie de ave paseriforme de la familia Monarchidae nativa de la isla hawaiana de Kauai. Anteriormente era considerada una subespecie del monarca elepaio hasta que fue escindida en 2010 como especie separada.
En 1970 la población era de alrededor de 40 000 ejemplares y para la década de 1990 se redujo a un poco más de la mitad. No está claro si esta tendencia continúa.